# وی۱۲۸۰ کژدم

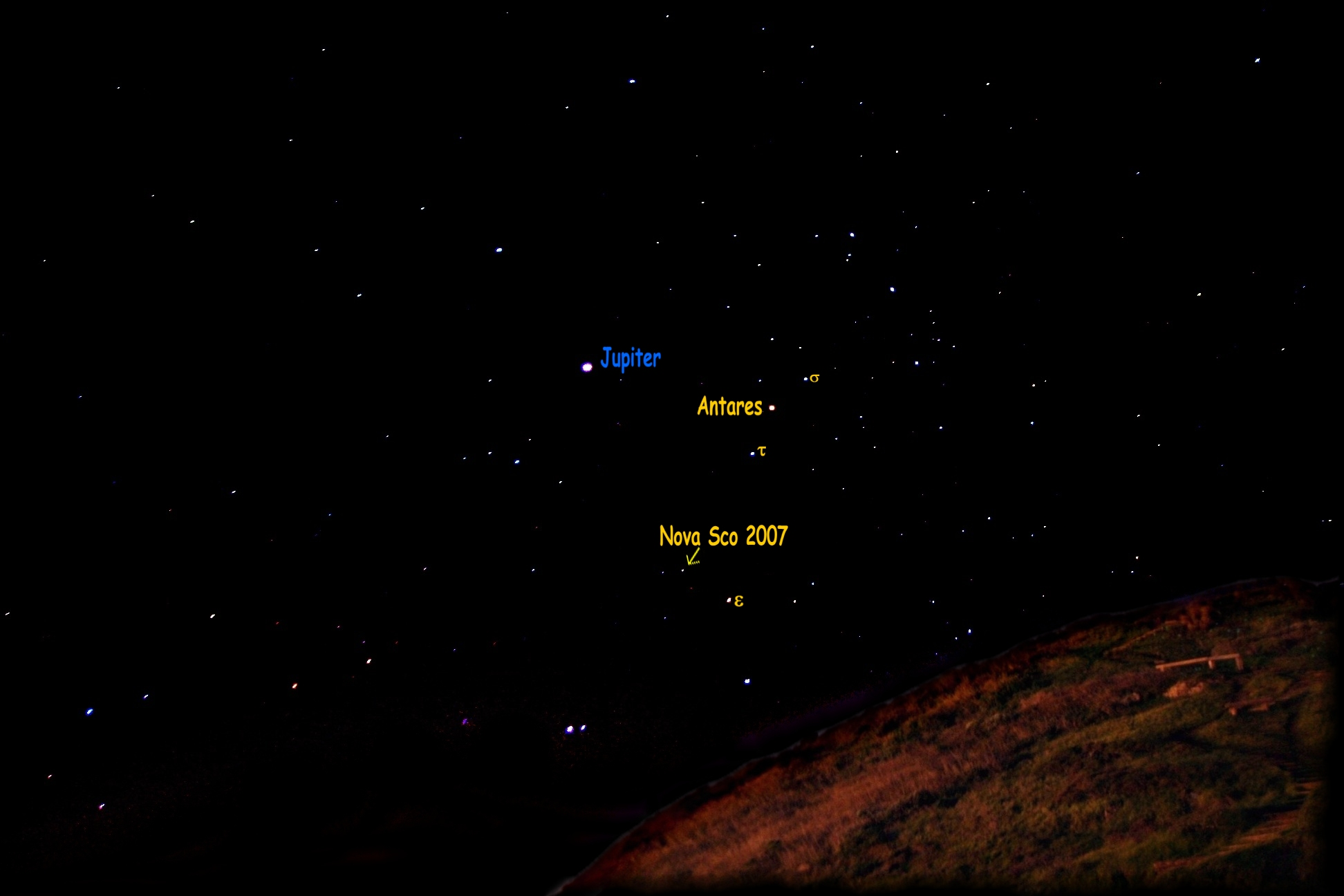
وی ۱۲۸۰ کژدم در مقایسه با ستاره های همسایه

وی۱۲۸۰ کژدم یک ستاره است که در صورت فلکی کژدم قرار دارد.